# Zavattariornis stresemanni
Il corvide di Zavattari o corvo di boscaglia abissino (Zavattariornis stresemanni Moltoni, 1938) è un uccello passeriforme della famiglia dei Corvidi, nell'ambito della quale rappresenta l'unica specie ascritta al genere Zavattariornis Moltoni, 1938.

## Etimologia
Il nome scientifico del genere, Zavattariornis, rappresenta un omaggio a Edoardo Zavattari (che ne reperì gli esemplari in seguito utilizzati per la descrizione scientifica), cui si somma la parola greca ορνις (ornis, "uccello"): il nome della specie, stresemanni, rappresenta invece un omaggio a Erwin Stresemann.

## Descrizione

### Dimensioni
Misura 28 cm di lunghezza, per 130 g di peso.

### Aspetto

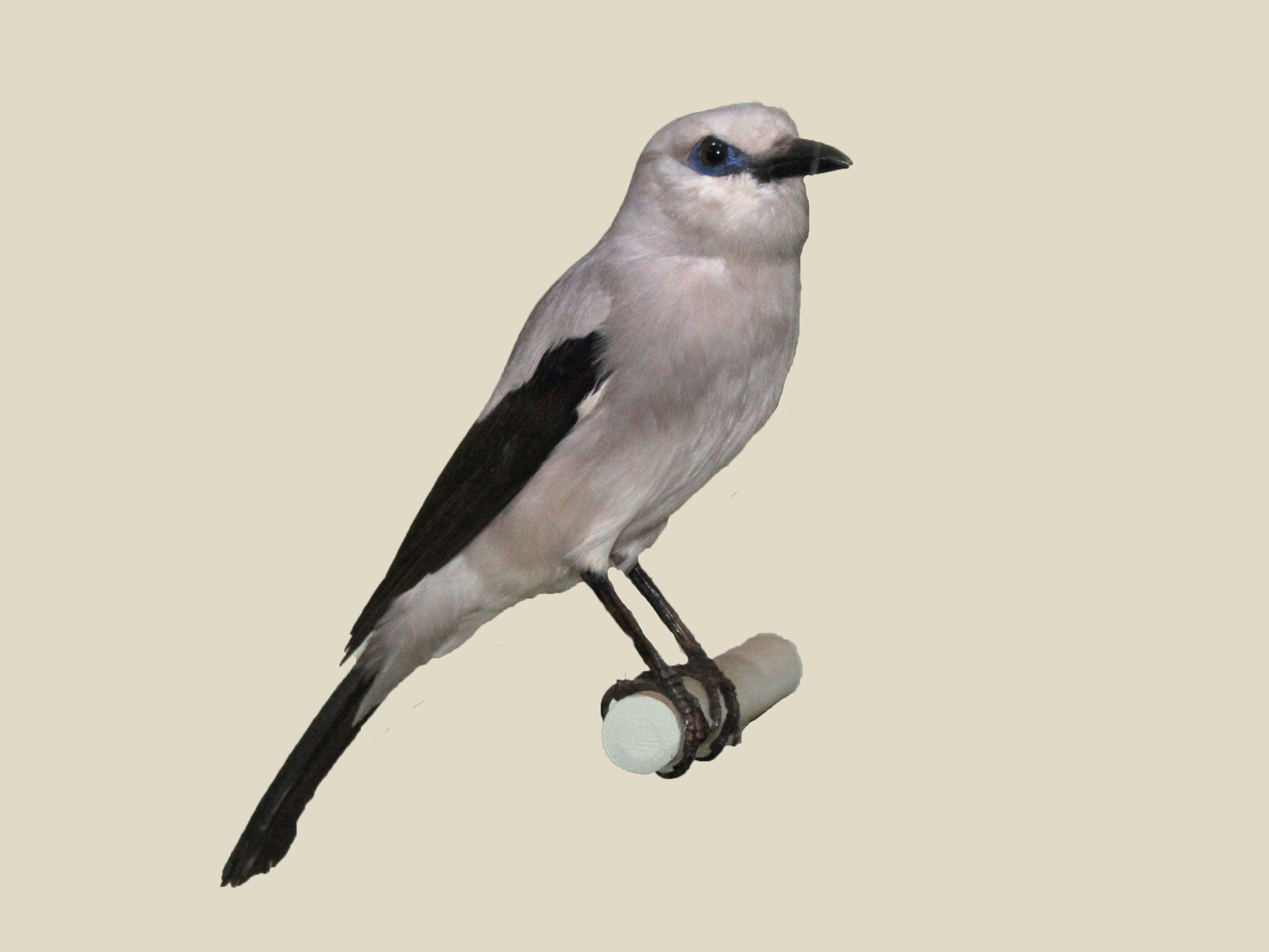
Esemplare impagliato a Nairobi.

Si tratta di uccelli dall'aspetto massiccio ma slanciato, muniti di testa arrotondata e allungata con becco conico sottile e appuntito, ali appuntite e non molto lunghe, coda lunga circa la metà del corpo e dall'estremità squadrata e forti zampe.
Il piumaggio è dominato dal grigio cenere molto chiaro, che sfuma nel bianco-panna su faccia (fronte, guance, sopracciglio e gola), ventre e sottocoda, mentre le remiganti e la coda sono di colore nero.
Il becco è nero, e anche le zampe sono nerastre: gli occhi sono di colore bruno scuro, con una mascherina glabra di colore blu cobalto che dai lati del becco giunge all'occhio, circondandolo. Il cerchio perioculare può essere ingrandito dall'animale, riducendo l'occhio a una fessura e scoprendo l'area glabra nella zona temporale, di colore rosa e normalmente coperta dalle piume circostanti: tale proprietà viene sfruttata dai corvidi di Zavattari durante il corteggiamento, ma molto verosimilmente anche a fini di termoregolazione.

## Biologia
Il corvide di Zavattari è un uccello diurno, che vive in piccoli gruppi di 6-7 esemplari, i quali passano la notte insieme su un albero, ma all'alba si separano, coi singoli uccelli o le coppie (sebbene talvolta i gruppi rimangano coesi anche durante il giorno, ad esempio quando il cibo è abbondante) che si muovono alla ricerca di cibo al suolo o fra i cespugli, non di rado assieme ad altre specie dalle abitudini simili, come storni corona bianca, buceri beccogiallo, tessitori dei bufali beccorosso e storni superbi.
Si tratta di uccelli molto vocali, che si tengono in contatto quasi costante fra loro mediante richiami metallici mentre sono al suolo e gracchi nasali mentre sono in volo, mentre gli animali intenti a socializzare (durante la costruzione del nido, l'alimentazione o la tolettatura) emettono bassi richuami gracchianti.

### Alimentazione
La dieta del corvide di Zavattari è quasi esclusivamente insettivora: questi uccelli si nutrono infatti in massima parte di piccoli invertebrati e più specificatamente di insetti (coleotteri, cavallette e falene) e delle loro larve (che da sole costituiscono circa i tre quarti della dieta di questo uccello).
Questi uccelli reperiscono il cibo in maniera simile ai tordi, infilando il becco nella porzione superficiale del suolo ed aprendolo, per poi catturare gli animali che emergono in superficie: essi sono stati inoltre osservati ispezionare i rami e il fogliame di alberi e cespugli (dando prova di essere in grado di camminare piuttosto agilmente sui rami verticali, in maniera simile ai rampichini) alla ricerca degli insetti che in esso si annidano, così come catturare prede in volo. Il becco sottile e allungato viene utilizzato come una sonda: esso viene infilato nei mucchi di letame per estrarne gli insetti coprofagi e le loro larve, per penetrare il legno marcio e la corteccia dei tronchi caduti alla ricerca degli insetti annidati sotto di esso e addirittura per cercare ed estrarre i parassiti nella pelle della groppa del bestiame, in maniera simile alle bufaghe.

Quando il corvide di Zavattari reperisce una preda, vola immediatamente sul ramo di un albero nelle vicinanze, dove la finisce col becco tenendola con una zampa prima di nutrirsene.

### Riproduzione
Si tratta di uccelli monogami, le cui coppie rimangono assieme per la vita: la riproduzione avviene immediatamente dopo le prime piogge (febbraio-marzo), che scatenano la fregola.

Il corteggiamento ha inizio quando uno dei partner posiziona simbolicamente una fibra vegetale nel luogo dove verrà costruito il nido, fissandola al ramo con terriccio masticato per essere reso appiccicoso: i due esemplari della coppia cominciano a mostrare eccitazione, espandendo l'area glabra perioculare e staccando alcune foglie, che vengono lasciate cadere al suolo. In seguito, i due partner cominciano a inseguirsi ritualmente, prima di accoppiarsi e dare inizio alla costruzione vera e propria del nido.
Il nido è piuttosto voluminoso (60 cm di diamentro) ed ha un'inusuale forma globosa, essendo formato da un'alta coppa che superiormente si avvolge su sé stessa formando una camera di cova interna che ha diametro pari all'incirca alle dimensioni dell'occupante: esso viene costruito in cima a un albero di acacia a 5-6 metri dal suolo, utilizzando rametti spinosi per la parte esterna e fili d'erba secca e sterco vaccino essiccato per la camera di cova. I corvidi di Zavattari nidificano generalmente da soli, ma capita di osservare piccole colonie di 4-5 nidi concentrati in un singolo luogo, ciascuno su un proprio albero: i nidi vengono generalmente riparati e riutilizzati anno dopo anno, ma la cerimonia di costruzione del nido che precede l'accoppiamento viene ripetuta tutti gli anni.
All'interno del nido, la femmina depone fino a sei uova di color crema, munite di rada maculatura violacea concentrata all'estremità ottusa: la cova dura circa due settimane ed è a carico della sola femmina (imbeccata e sorvegliata dal maschio). I pulli, ciechi ed implumi, vengono accuditi e imbeccati da ambedue i sessi, e in tal modo s'involano a tre settimane dalla schiusa e si rendono indipendenti (generalmente aggregandosi allo stormo di nascita, soprattutto per quanto riguarda i maschi) attorno ai due mesi di vita.

Similmente a quanto avviene in altri corvidi, anche nel corvide di Zavattari capita che le coppie riproduttive vengano aiutate durante l'allevamento della prole da esemplari terzi (solitamente uno, ma talvolta anche fino a quattro), che non di rado visitano più nidi durante questa loro attività cooperativa.

## Distribuzione e habitat
Il corvide di Zavattari è endemico dell'Etiopia, della quale occupa una piccola area compresa fra le città di Javello, Mega e Arero, nell'estremo sud dell'Oromia.
L'habitat di questi uccelli è rappresentato dalla savana erbosa con presenza di macchie alberate a predominanza di acacia e Commiphora, preferibilmente nelle vicinanze delle aree coltivate e dei pascoli: l'areale di questi uccelli è strettamente legato alle aree con isoterma inferiore ai 20 °C, il che di fatto ne limita la distribuzione alla fascia fra i 1300 e i 1800 m di quota.

## Tassonomia
La tassonomia del corvide di Zavattari è stata piuttosto tormentata: fin dalla sua classificazione scientifica questo uccello ha subito numerose riclassificazioni, in virtù di alcune caratteristiche aberranti (la conformazione del palato, la modalità di foraggiamento, le aree glabre colorate ed espandibili sulla faccia, la tendenza ad essere parassitato da mallofagi) che sembrerebbero avvicinarlo agli sturnidi piuttosto che ai corvidi. Ancora adesso non si è sicuri della sua effettiva appartenenza ai corvidi, con alcuni autori che ne hanno addirittura proposta la classificazione in una propria famiglia monotipica, Zavattariornithidae: le analisi molecolari, tuttavia, hanno confermato l'appartenenza di questo uccello al clade centrale dei corvidi (contenente le specie più rappresentative della famiglia, come corvi propriamente detti, gazze e ghiandaie), del quale occuperebbe una posizione molto basale, rappresentando verosimilmente una specie relitta imparentata con l'ultimo antenato comune del clade.